# Molycria mammosa
Molycria mammosa är en spindelart som först beskrevs av O. Pickard-Cambridge 1874.  Molycria mammosa ingår i släktet Molycria och familjen Prodidomidae. Inga underarter finns listade i Catalogue of Life.